# Општина Костиша (Њамц)
Костиша (рум. Costişa) општина је у Румунији у округу Њамц.
Oпштина се налази на надморској висини од 231 m.